# Марийская музыка

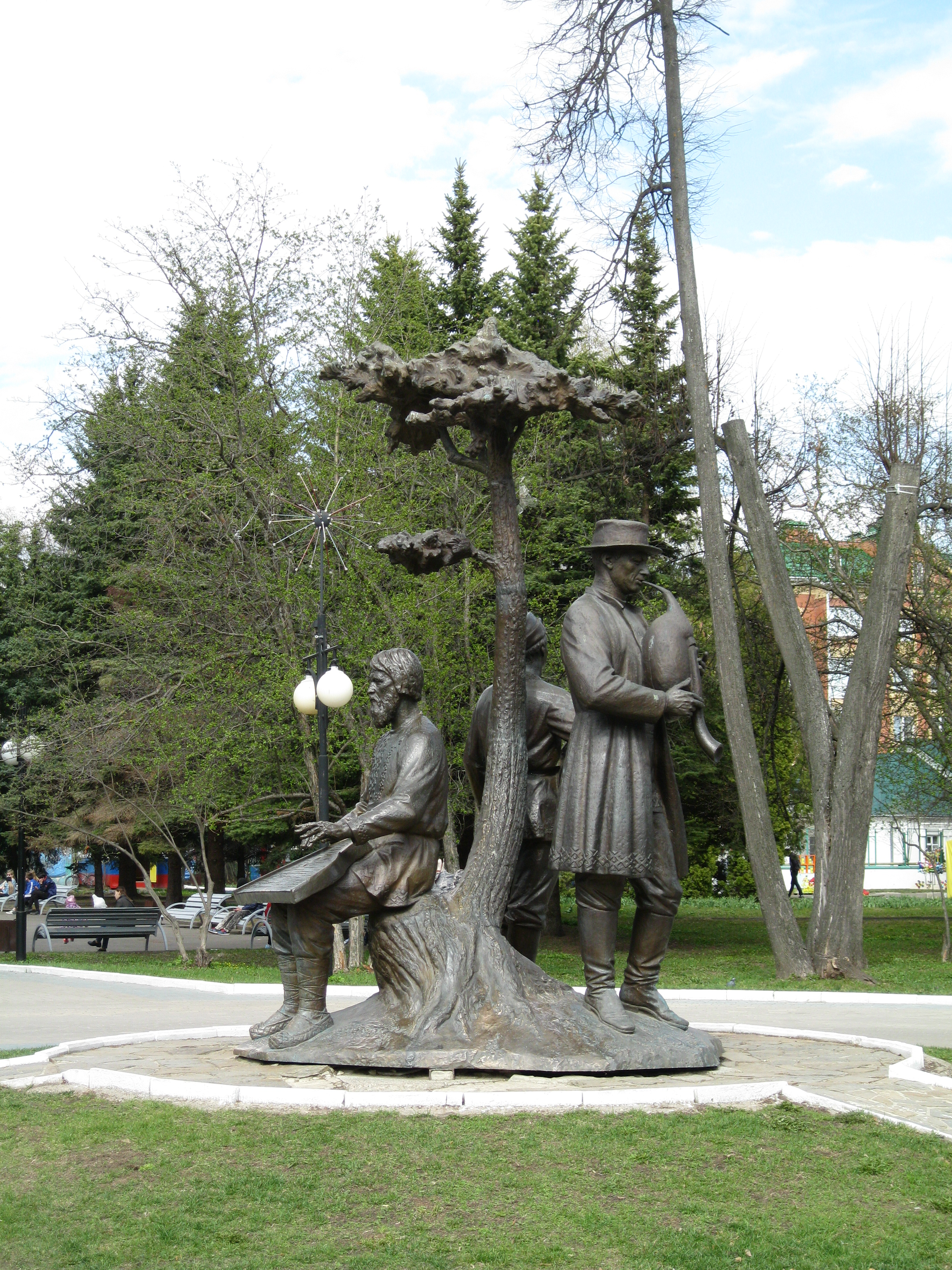
Марийская волынка (шювыр) и гусли (карш) в скульптурной композиции в Йошкар-Оле

Мари́йская му́зыка (луговомар. марий сем, горномар. мары сем, сев.-зап. мар. маре сем) — лирическая и танцевальная музыка, создаваемая на основе народных финно-угорских мелодий. Долгое время была частью народного искусства: мелодии и слова передавались изустно, от поколения к поколению. Первые нотные записи появились в 20-е годы XX века, а первые аудиозаписи были сделаны на восковых цилиндрах фонографа в 20-х и 30-х годах выдающимся марийским фольклористом, этнографом и организатором науки Ксенофонтом Архиповичем Четкарёвым (до настоящего времени эти звукозаписи не переведены на современные аудионосители и хранятся в Фонограммархиве Института русской литературы (Пушкинском Доме) Российской академии наук в г. Санкт-Петербурге). Многие аудиозаписи были сделаны после появления первых ленточных магнитофонов. В настоящее время они переводятся на компакт-диски и в MP3. Песни исполняются на марийском языке.

## Мелодии
Марийские мелодии состоят из повторяющихся «музыкальных линий», эти «линии» не перекрываются и не разрываются. Мелодии основаны на традиционном музыкальном звукоряде — пентатонике (кроме так называемой марийской эстрадной музыки). В музыке преобладают высокие ноты. Традиционные музыкальные инструменты — барабаны (тӱмыр), флейты из тростника (шиялтыш), волынки из бычего пузыря (шӱвыр), гусли (кӱсле, карш) и деревянные трубы (пуч). Своеобразен однострунный музыкальный инструмент конгон (коҥгоҥ). В современных записях звучат баян и скрипка.
Песни о любви (среди них особое место занимают «песни печали») сильнее выражают чувства, чем современная музыка, так как не предназначены для широкого распространения. Как старые, так и новые записи ежедневно передаются в эфир Марий Эл радио, но так как всё вещание идёт на марийском языке, это музыка, предназначенная «для своих».

## Ритмы
Во многих танцевальных мелодиях используются ритмы, подчеркивающие «слабую долю», то есть второй и четвёртый счет каждого такта. Марийская музыка содержит и более сложные ритмические рисунки — например, ритм «четыре четверти» поверх ритма «одна вторая» с подчеркиванием начала каждого четвёртого такта (это связано с танцем) или мелодия с двойным подчеркиванием «слабой доли» женским голосом (за счёт особого произношения гласных звуков в финно-угорских языках).

## Танцы
Марий Эл радио передаёт танцевальные мелодии без слов, такие, как «Эрвел марий» и «Йӱржо йӱреш». Существуют быстрые «танцы для молодежи» с насыщенным музыкальным сопровождением, а также танцы, которые исполняют только женщины.

### Интернет-сайты
- Марий Эл Радио, Онлайн трансляция (недоступная ссылка)
- Портал марийской песни
- Музыка на марийском языке
- Марийская музыка в MP3

### Статьи о марийской музыке
- Андрей Эшпай: Флейта из тростника
- Республика Марий Эл: Традиционная культура